# Ерёменко, Пётр Иович
Петр Иович Еременко — советский хозяйственный деятель, Герой Социалистического Труда, лучший механизатор Кубани, участник Финской и Великой Отечественной войны, делегат XXIII съезда КПСС от Краснодарского края.

## Биография
Родился в станице Старомышастовской 25 августа 1918 года.
Член колхоза «Заветы Ленина» с 1930 года.
Призван на действительную службу в ноябре 1938 года Новотитаровским РВК.
Участвовал в Финской войне телефонистом 24-го артиллерийского полка.
С июля 1941 по май 1945 года воевал телефонистом в 41-м пограничном полку войск НКВД, командиром отделения связи 187-го стрелкового батальона.
Под Воронежем, на Курской дуге, под Москвой, в штурме Берлина его подвиги отмечены боевыми наградами.
Служил с октября 1945 года начальником центральной телефонной станции 215-го стрелкового полка НКВД.
Демобилизован 23 декабря 1946 года.
После демобилизации П.И.Ерёменко вернулся в родную станицу и продолжил работать в колхозе «Заветы Ленина», позже возглавил механизированное звено, которое специализировалось на выращивании сахарной свёклы.
Указом Президиума Верховного Совета СССР от 31 декабря 1965 года за успехи, достигнутые в повышении урожайности, увеличении производства и заготовок сахарной свёклы, '''Ерёменко Петру Иовичу''' присвоено звание Героя Социалистического Труда с вручением ордена Ленина и золотой медали «Серп и Молот».
Делегатом от Краснодарского края участвовал в работе XXIII съезда КПСС в Москве с 29 марта по 8 апреля 1966 года. В этом же году, решением Краснодарского крайкома и  крайисполкома Еременко П.И. было присвоено звание «Лучший механизатор Кубани».
Проживал в родной станице Старомышастовской Динского района.
Скончался 31 декабря 1977 года. Похоронен на гражданском кладбище в станице Старомышастовской.
* Его имя увековечено в Главном Храме Вооружённых сил России, и навсегда запечатлено на мемориале «Дорога Памяти».
* Имя Героя Социалистического труда, Еременко П. И. носит улица и 37 школа станицы Старомышастовской .
* Имя Героя золотыми буквами вписано на мемориальной доске в Краснодаре.
* На могиле установлен надгробный памятник.

## Награды и звания
- Герой Социалистического Труда (31.12.1965)
- Орден Ленина (31.12.1965)
- Медаль «В ознаменование 100-летия со дня рождения Владимира Ильича Ленина» (6.04.1970)
- Медаль «За победу над Германией в Великой Отечественной войне 1941—1945 гг.» (9.05.1945[6])[7]
- Юбилейная медаль «Двадцать лет Победы в Великой Отечественной войне 1941—1945 гг.» (7.05.1965[8])
- Юбилейная медаль «Тридцать лет Победы в Великой Отечественной войне 1941—1945 гг.»[9]
- Медаль «За трудовую доблесть»(31.10.1957)
- Медаль «Ветеран труда»
- Медаль «30 лет Советской Армии и Флота».[10]
- Юбилейная медаль «40 лет Вооружённых Сил СССР»[11]
- Юбилейная медаль «50 лет Вооружённых Сил СССР» (26.12.1967[12])
- медалями ВДНХ СССР: